# 애니콜 T*옴니아 II
애니콜 T*옴니아 II(Anycall T*Omnia II)는 삼성전자가 2009년 10월 22일에 출시한 스마트폰이다. 삼성 옴니아 II의 대한민국판으로서, T*옴니아의 후속 기종으로 출시되었으며, 아이폰 3GS의 대항마를 표방하며 쉬운 사용자 인터페이스와 지상파 DMB, DivX 재생 기능 등 대한민국 시장에 특화된 기능을 내세워 2010년 1월, 출시 3개월만에 30만대를 판매하는 기록을 세웠다.

## 모델별 차이
각 모델별 차이는 아래와 같다.
| 모델명   | 통신사   | 내장 메모리 |
| -------- | -------- | ----------- |
| SCH-M710 | SK텔레콤 | 2 GB        |
| SCH-M715 | SK텔레콤 | 8 GB        |

## 평가
마케팅 인사이트와 세티즌이 애니콜 T*옴니아 II와 아이폰 3GS의 만족도를 조사한 결과 T*옴니아 II는 44.4%, 애니콜 T*옴니아는 28.3%를 기록하여 아이폰의 만족도 86.5%보다 크게 떨어졌다. 옴니아는 특히 무선인터넷 속도와 애플리케이션 부분에서 크게 낮은 점수를 얻었다. 애니콜 T*옴니아 II의 오류 문제 및 품질 문제가 불거지면서 사용자들은 이에 대해 항의하는 차원에서 삼성전자 제품에 대한 불매 운동과 경쟁사 제품 공동 구매 및 통신사 집단 이동을 추진 중이고, 일부 사용자는 공정거래위원회와 한국소비자원에 구제 요청서를 제출했다.

## 블루윙즈폰
2010년 3월 애니콜 T*옴니아 II를 기반으로 한 수원 삼성 블루윙즈 팬들을 대상으로 한 블루윙즈폰을 출시했다. 애니콜 옴니아 팝 모델과 같이 출시되었으며 블루윙즈폰에는 수원 삼성 블루윙즈 앱과 일정, 테마 등이 들어가 있다.

## 같이 보기
- 삼성 옴니아 II
- 애니콜 쇼 옴니아
- 애니콜 오즈 옴니아
- 애니콜 옴니아 팝